# Sons of Anarchy
Sons of Anarchy è una serie televisiva statunitense ideata da Kurt Sutter e trasmessa per sette stagioni dal 2008 al 2014 da FX.

## Trama
A Charming, città immaginaria della California, si trova il "mother chapter" (organo direttivo) del Sons of Anarchy Motorcycle Club, un club motociclistico con affiliati in diversi stati degli USA e all'estero fondato negli anni sessanta da nove commilitoni della Guerra del Vietnam dedito a varie attività illegali, su tutte il traffico di armi grazie al suo legame con l'IRA.
Jackson "Jax" Teller è il figlio del fondatore John e vice-presidente del SAMCRO, presieduto dal patrigno Clarence "Clay" Morrow (secondo marito di sua madre Gemma): il giovane si prepara a prendere le redini cercando di capire come gestire al meglio il club che suo padre gli ha lasciato in eredità finché non ritrova il diario di John, in cui l'uomo - devastato dalla morte del secondo figlio Thomas per un difetto congenito al cuore, lo stesso di Gemma - descrive la progressiva degenerazione che il club ha subito una volta subentrato Clay e il suo profondo rammarico per non essere riuscito a impedire che il suo sogno si tramutasse in un semplice business illegale, lasciando inoltre indizi inquietanti sulla sua morte.
Mentre la sua ex moglie tossicodipendente Wendy lo rende padre del piccolo Abel, a Charming torna Tara Knowles, una dottoressa neonatale che in gioventù era stata fidanzata di Jax, con cui risboccia l'amore.

## Episodi
| Stagione         | Episodi | Prima TV USA | Prima TV Italia |
| ---------------- | ------- | ------------ | --------------- |
| Prima stagione   | 13      | 2008         | 2009            |
| Seconda stagione | 13      | 2009         | 2010-2011       |
| Terza stagione   | 13      | 2010         | 2011            |
| Quarta stagione  | 14      | 2011         | 2012-2013       |
| Quinta stagione  | 13      | 2012         | 2013-2014       |
| Sesta stagione   | 13      | 2013         | 2014-2015       |
| Settima stagione | 13      | 2014         | 2015            |

## Personaggi

### Principali
- Jackson "Jax" Teller (stagioni 1-7), interpretato da Charlie Hunnam, doppiato da Giorgio Borghetti.
Figlio di John e Gemma, è il protagonista della serie[1][2][3]. Inizialmente vice-presidente del club, dalla fine della quarta stagione ne diviene presidente.
- Gemma Teller-Morrow (stagioni 1-7), interpretata da Katey Sagal, doppiata da Irene Di Valmo.
Madre di Jax e Thomas, è stata moglie di John prima di mettersi con Clay. È considerata la matriarca del SAMCRO ed è molto temuta e rispettata sia dentro che fuori dal club.
- Dott.essa Tara Knowles (stagioni 1-6), interpretata da Maggie Siff, doppiata da Selvaggia Quattrini.
Ex fidanzata adolescenziale di Jax, all'inizio della serie torna a Charming. Successivamente i due si sposano e hanno un figlio, Thomas.
- Clarence "Clay" Morrow (stagioni 1-6), interpretato da Ron Perlman, doppiato da Paolo Buglioni.
Uno dei nove fondatori del club, all'inizio della serie è il presidente del SAMCRO e marito di Gemma.
- Robert "Bobby Elvis" Munson (stagioni 1-7), interpretato da Mark Boone Junior, doppiato da Massimo Corvo.
Segretario del club e suo componente di lunga data, è uno dei principali mentori di Jax, che cerca di formare in un leader coscienzioso e che non ricorre sempre e comunque alla violenza. Nella quinta stagione diviene il suo vice-presidente, salvo poi abbandonare la carica e momentaneamente anche il charter.
- Alexander "Tig" Trager (stagioni 1-7), interpretato da Kim Coates, doppiato da Luciano Roffi.
Uno dei membri più imprevedibili e bizzarri del SAMCRO, inizialmente è il Sgt. at Arms di Clay. Alla fine della serie diviene il vice-presidente di Chibs.
- Filip "Chibs" Telford (stagioni 1-7), interpretato da Tommy Flanagan, doppiato da Pasquale Anselmo.
Scozzese, ex membro dell'IRA, è l'unico membro straniero del SAMCRO. Profondamente fedele al club e legato a Jax (di cui sarà prima Sgt. at Arms e poi vice-presidente), alla fine della serie diviene il nuovo presidente sostituendo quest'ultimo divenendo così l'unico membro ad aver ricoperto le tre principali cariche. Particolare la cicatrice Glasgow smile (visto che l'attore ce l'ha veramente), che gli è stata inflitta dal suo acerrimo nemico, l'irlandese Jimmy O'Phelan.
- Harry "Opie" Winston (ricorrente stagione 1, stagioni 2-5), interpretato da Ryan Hurst, doppiato da Massimo Rossi.
Il migliore amico di Jax e figlio di Piney.
- Piermont "Piney" Winston (ricorrente stagione 1, stagioni 2-4), interpretato da William Lucking, doppiato da Bruno Alessandro.
Uno dei nove fondatori del club, è il padre di Opie. È stato un grande amico di John Teller, il padre di Jax, mentre è in conflitto con Clay, per questioni del passato del club.
- Juan Carlos "Juice" Ortiz (ricorrente stagione 1, stagioni 2-7), interpretato da Theo Rossi, doppiato da Alberto Angrisano.
Un membro del club, di origine portoricana. Suo padre è di colore, ma tenta di nasconderlo al club.
- Wayne Unser (ricorrente stagioni 1-2, stagioni 3-7), interpretato da Dayton Callie, doppiato da Sergio Matteucci.
Inizialmente sceriffo di Charming da sempre in affari con il club, successivamente si ritira pur continuando ad aiutare Jax e soprattutto Gemma, della quale è da sempre innamorato.
- Kip "Coglione solitario" ("Half-Sack", in originale) Epps (stagioni 1-2), interpretato da Johnny Lewis, doppiato da Alessio De Filippis.
È la recluta del SAMCRO, il cui soprannome deriva dall'aver perso un testicolo nella guerra in Iraq.
- Neron "Nero" Padilla (ricorrente stagione 5, stagioni 6-7), interpretato da Jimmy Smits, doppiato da Fabrizio Pucci.
Un ex gangster cubano che diviene il nuovo compagno di Gemma.
- Wendy Case (ricorrente stagioni 1, 4-6, stagione 7), interpretata da Drea de Matteo, doppiata da Michela Alborghetti.
Ex moglie di Jax, è la madre del piccolo Abel.
- Happy Lowman (ricorrente stagioni 1-6, stagione 7), interpretato da David LaBrava, doppiato da Ermanno Ribaudo e Stefano Santerini nell'ep.1x09.
Inizialmente un membro dei Nomad, charter indipendente, successivamente entra nel SAMCRO divenendo Sgt. at Arms di Jax.
- Herman Kozik (stagione 2, ricorrente stagioni 3-4), interpretato da Kenny Johnson, doppiato da Fabio Boccanera e Achille D'Aniello nell'ep 2x12. 
Nuovo membro del club. È in perenne contrasto con Tig, anche se pian piano cominciano a rispettarsi. Nonostante sia abbastanza ingenuo e non molto sveglio, è comunque molto coraggioso e un valido membro.
- George "Rat Boy" Skogstorm (ricorrente stagioni 4-6, stagione 7), interpretato da Niko Nicotera, doppiato da Alessandro Ward.
Un membro del club, di cui diviene membro durante la presidenza di Jax.

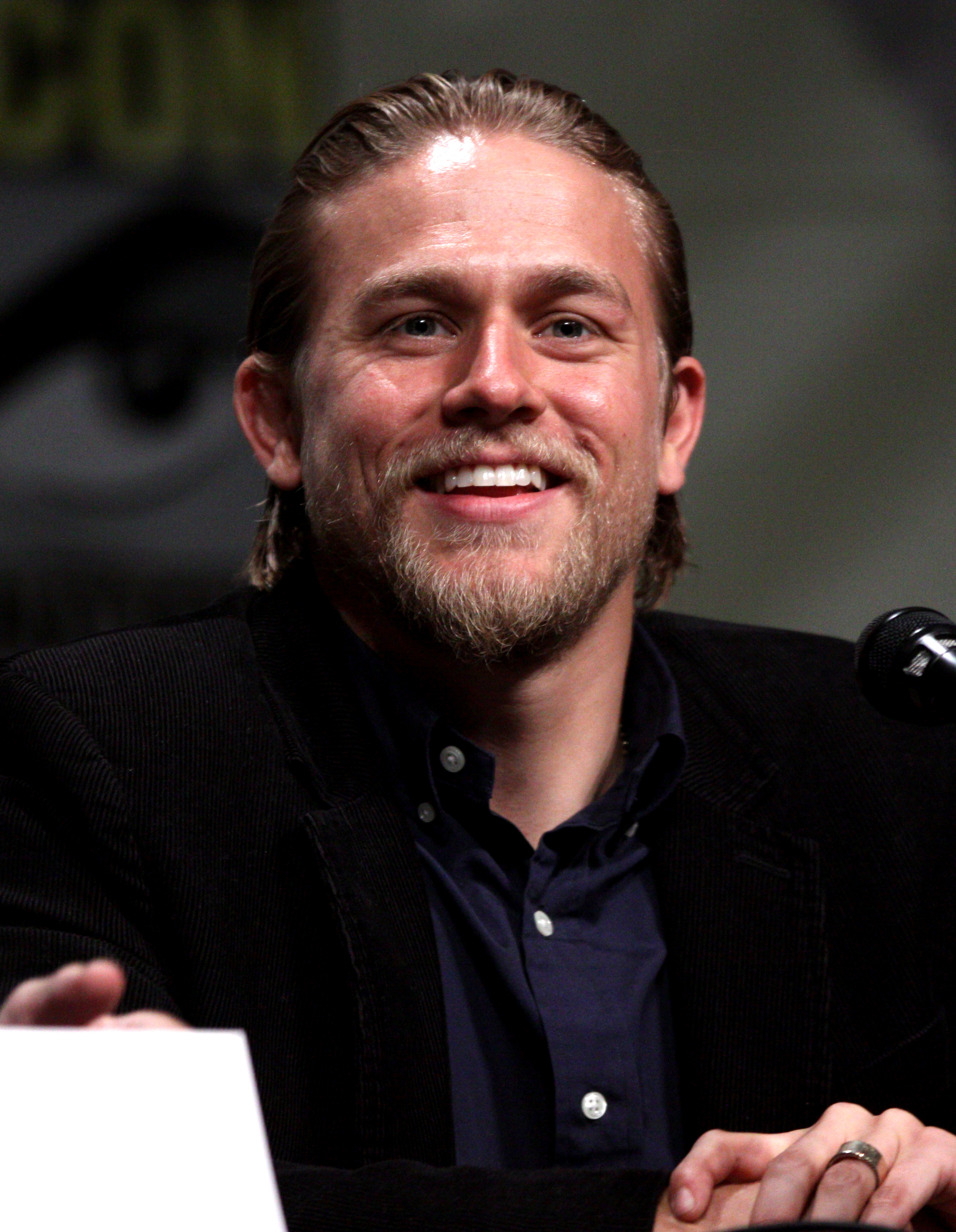
Charlie Hunnam interpreta Jackson "Jax" Teller
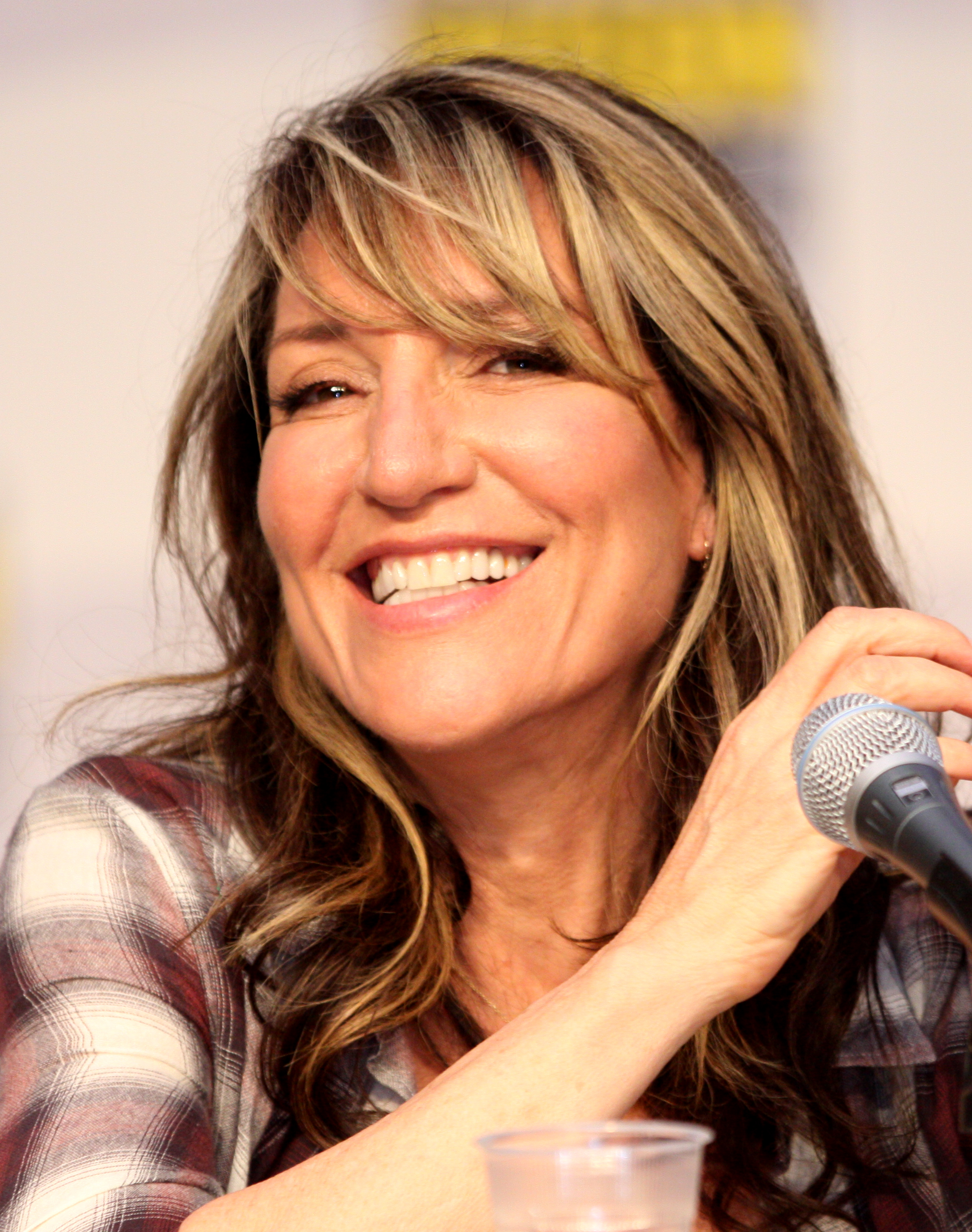
Katey Sagal interpreta Gemma Teller-Morrow
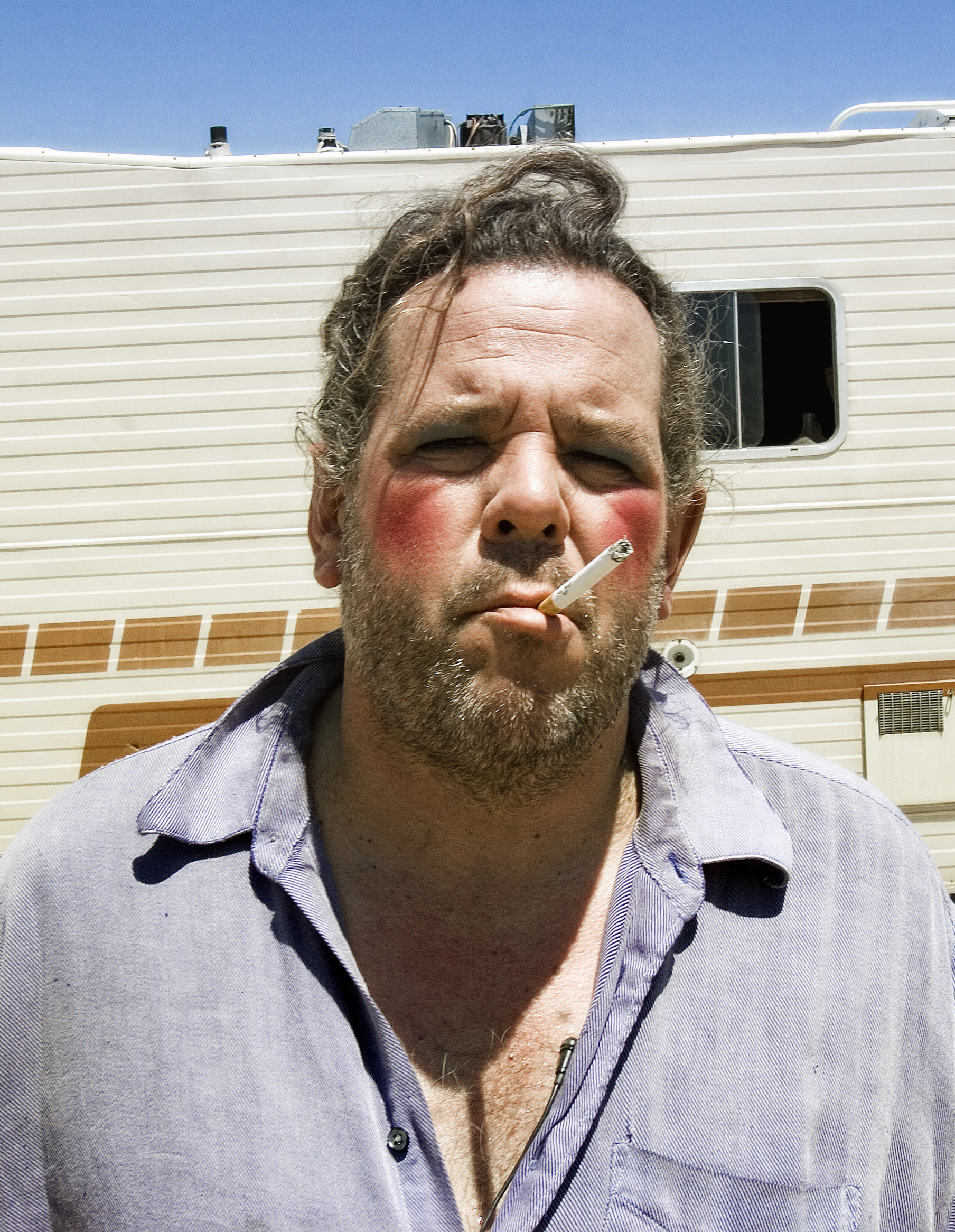
Mark Boone, Jr. interpreta Bobby "Elvis" Munson
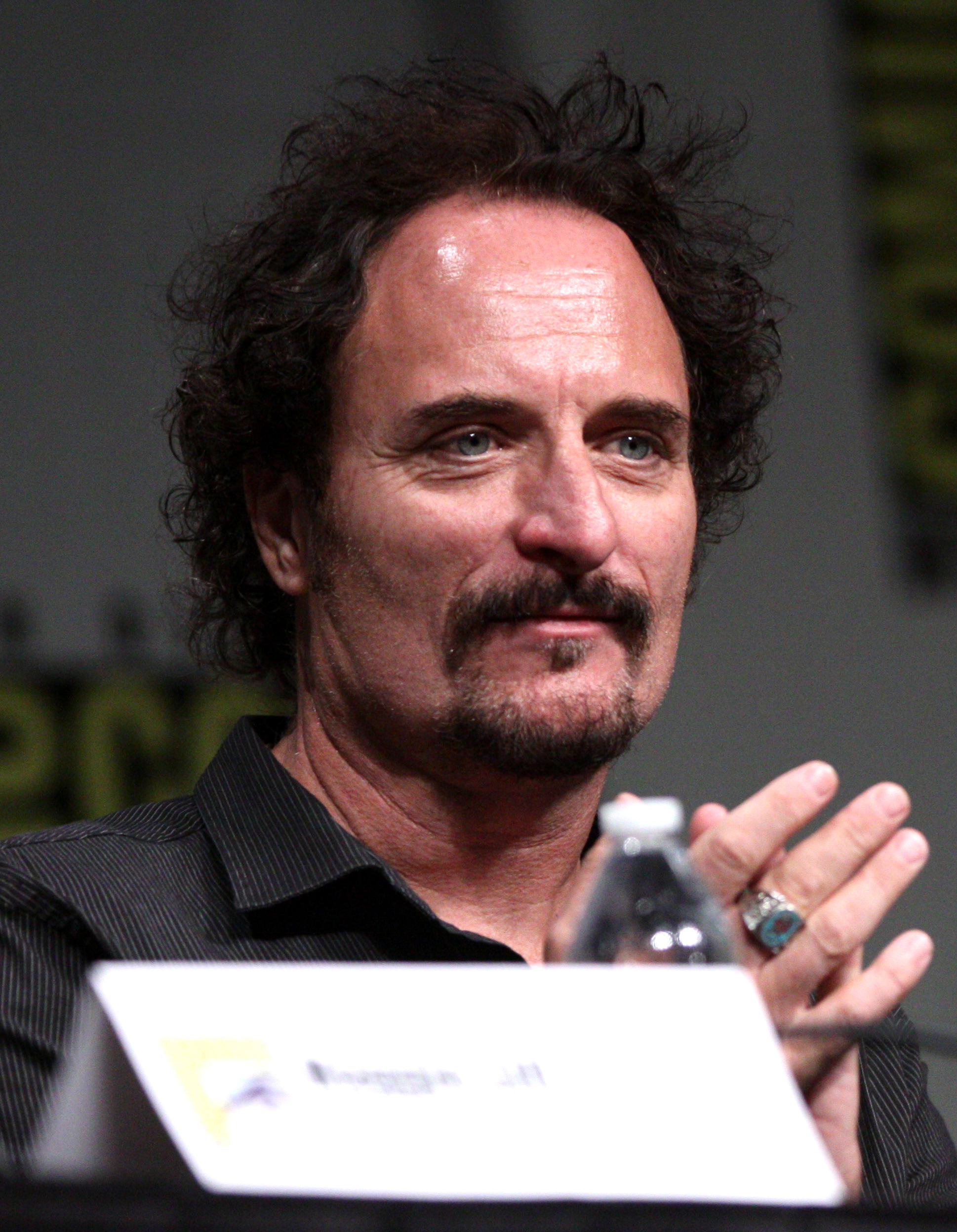
Kim Coates interpreta Alex "Tig" Trager
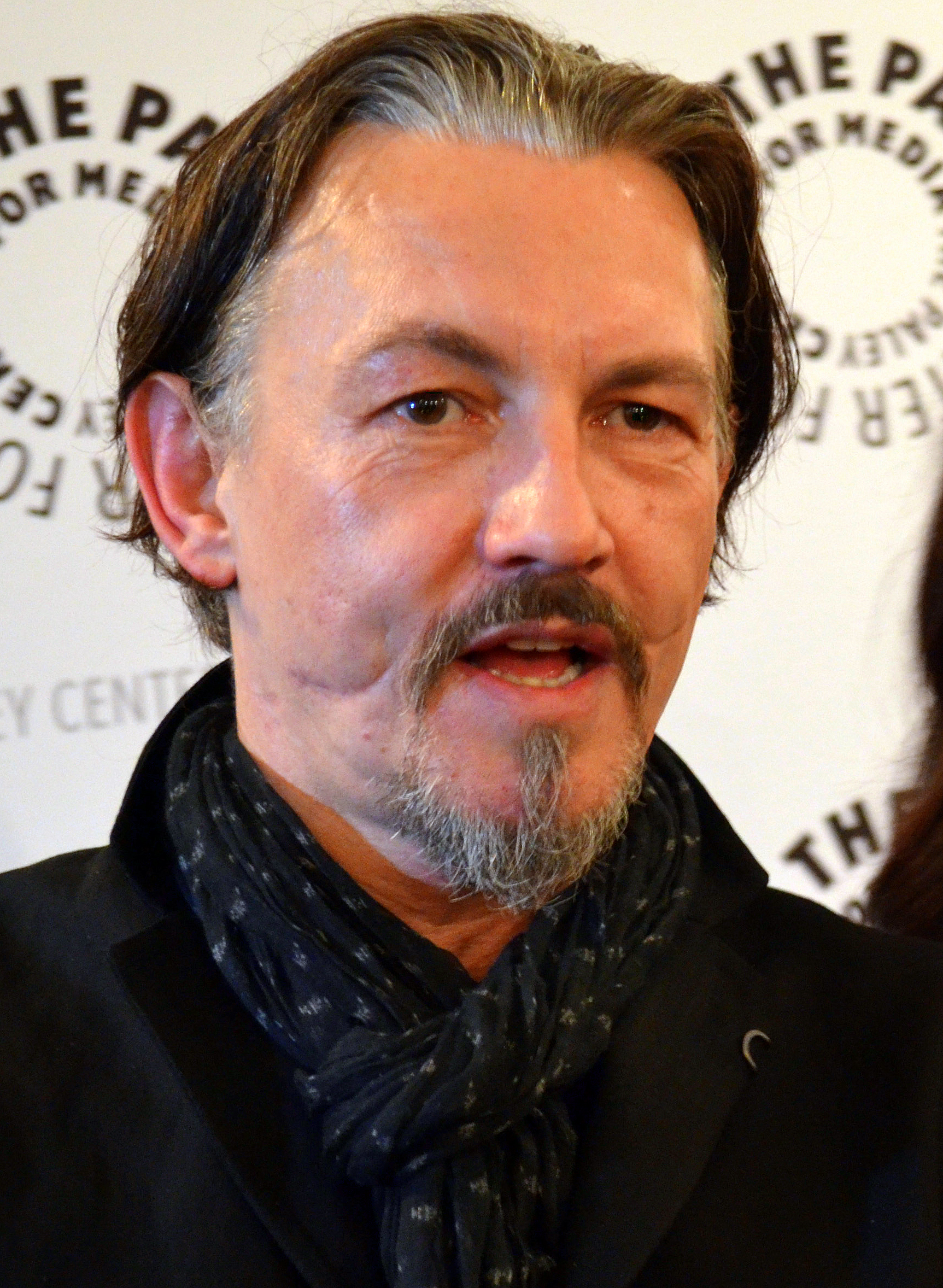
Tommy Flanagan interpreta Filip "Chibs" Telford
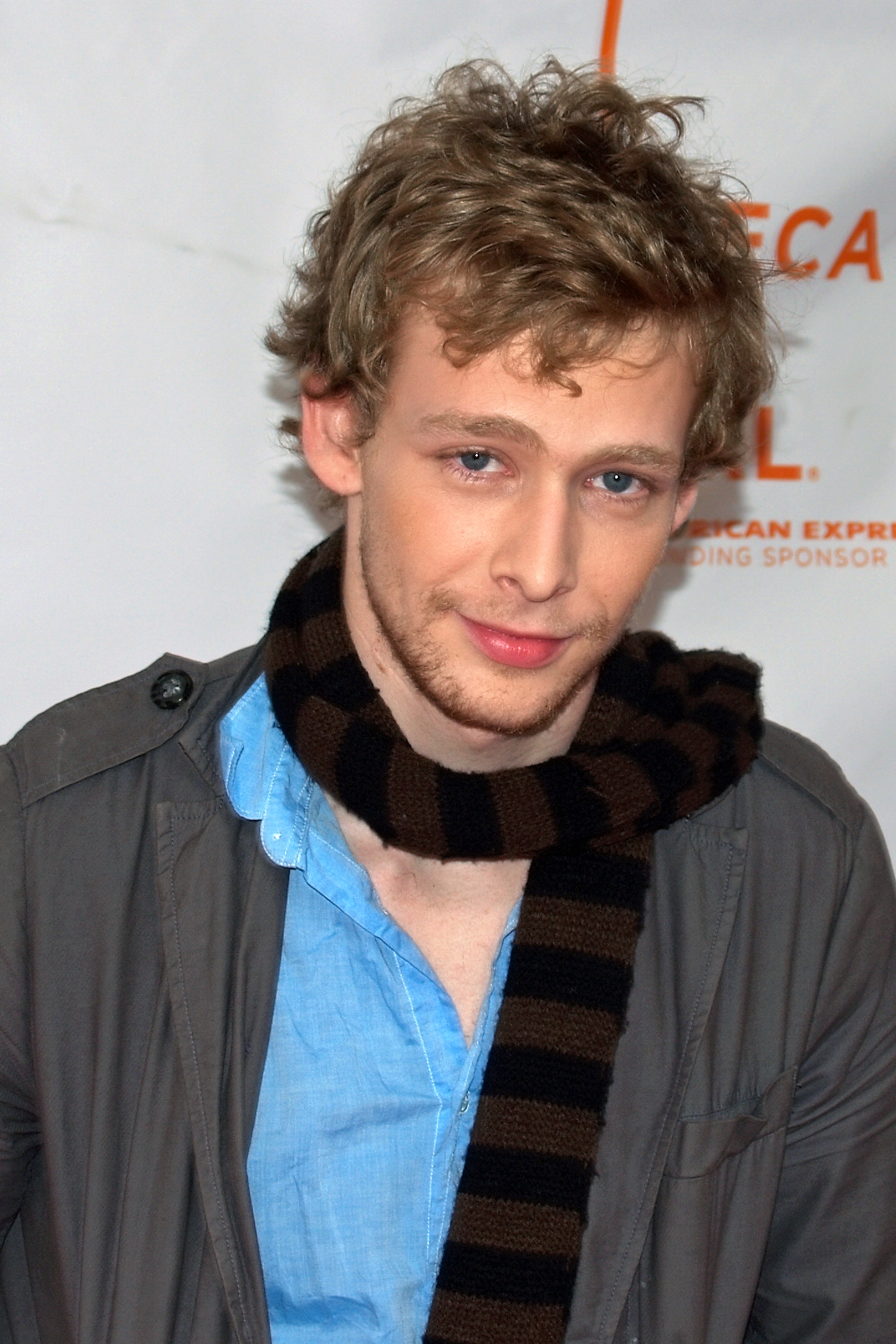
Johnny Lewis interpreta Kip "Half Sack" Epps
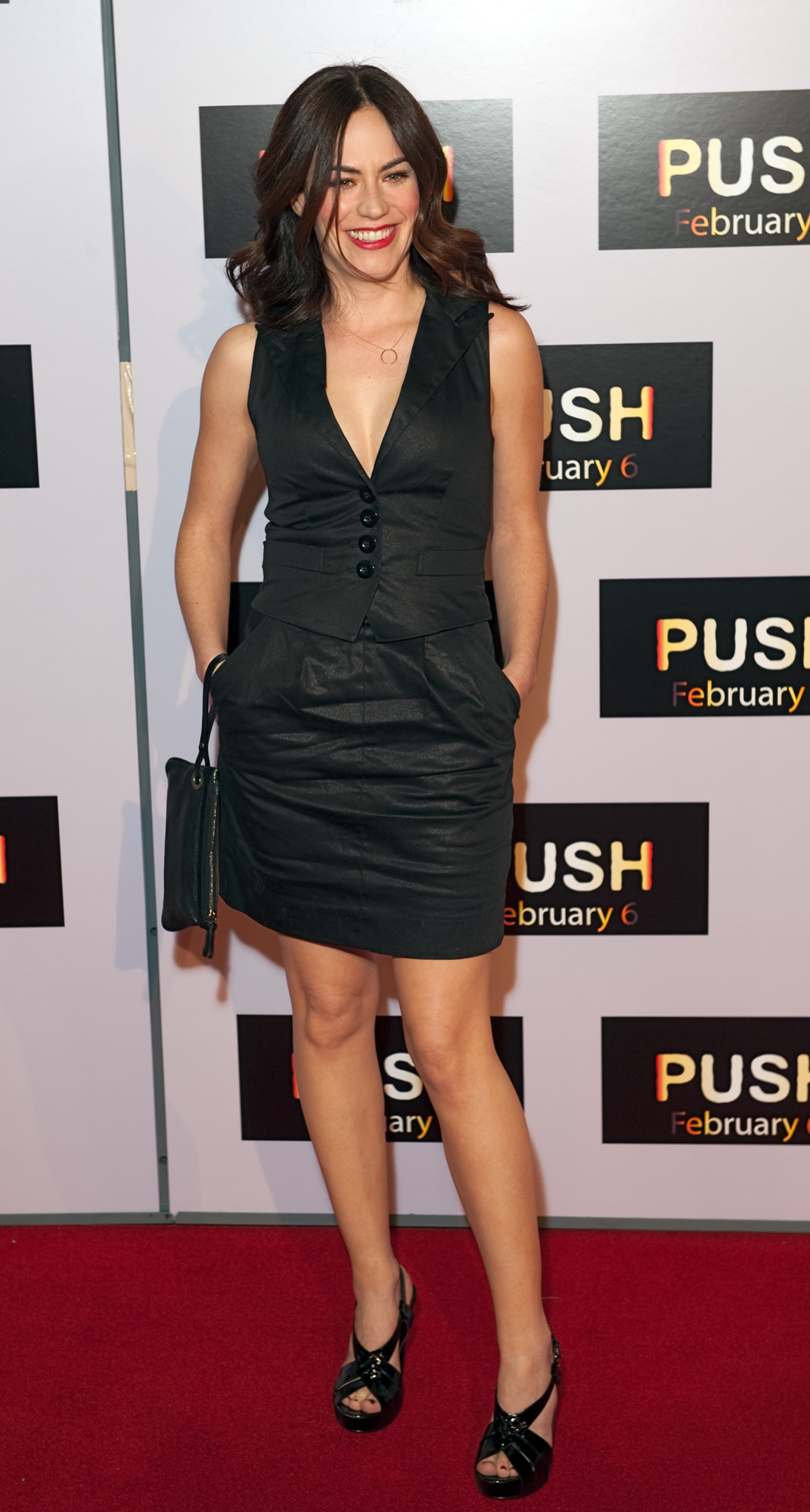
Maggie Siff interpreta la dott.ssa Tara Knowles
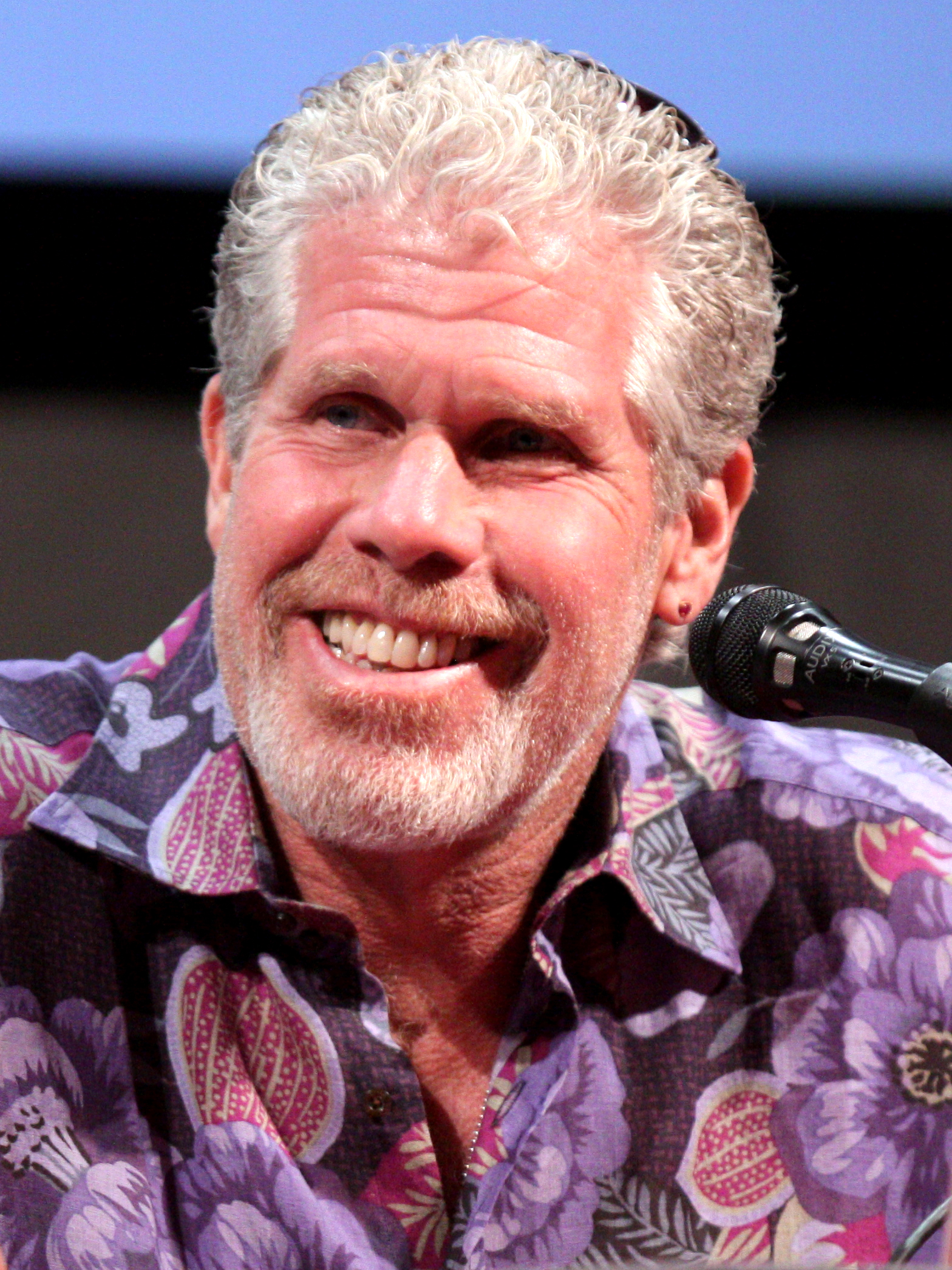
Ron Perlman interpreta Clarence "Clay" Morrow
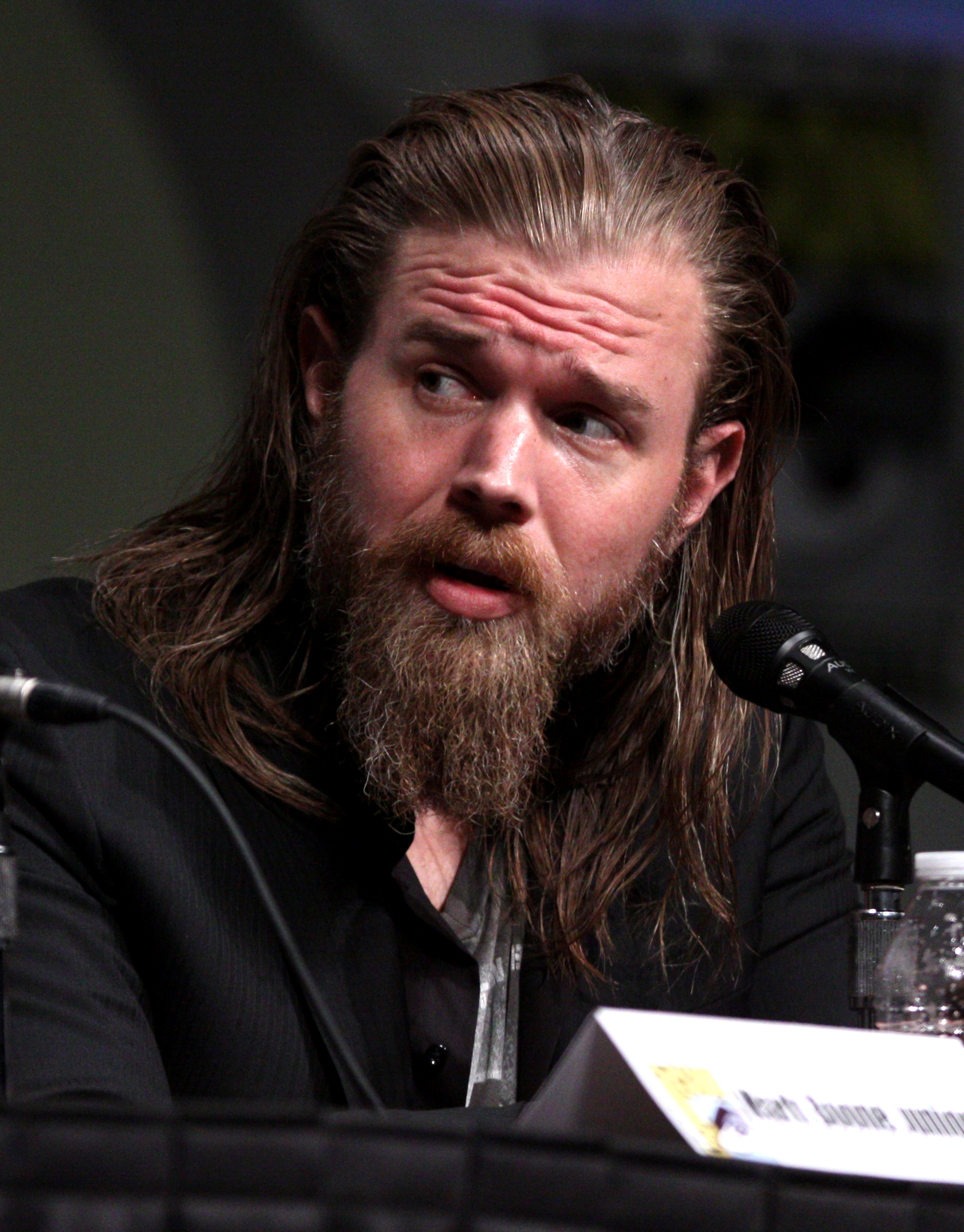
Ryan Hurst interpreta Harry "Opie" Winston
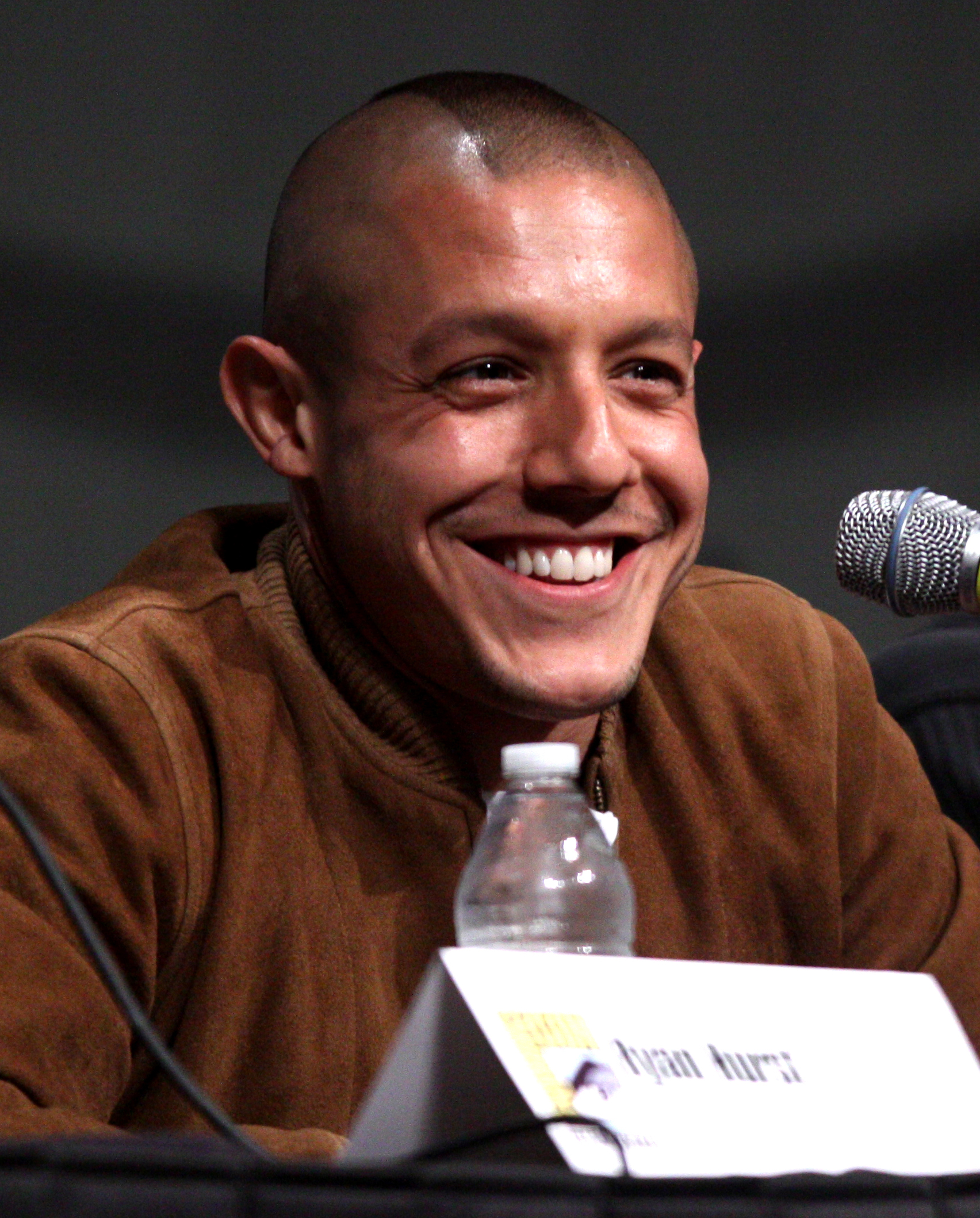
Theo Rossi interpreta Juan Carlos "Juice" Ortiz
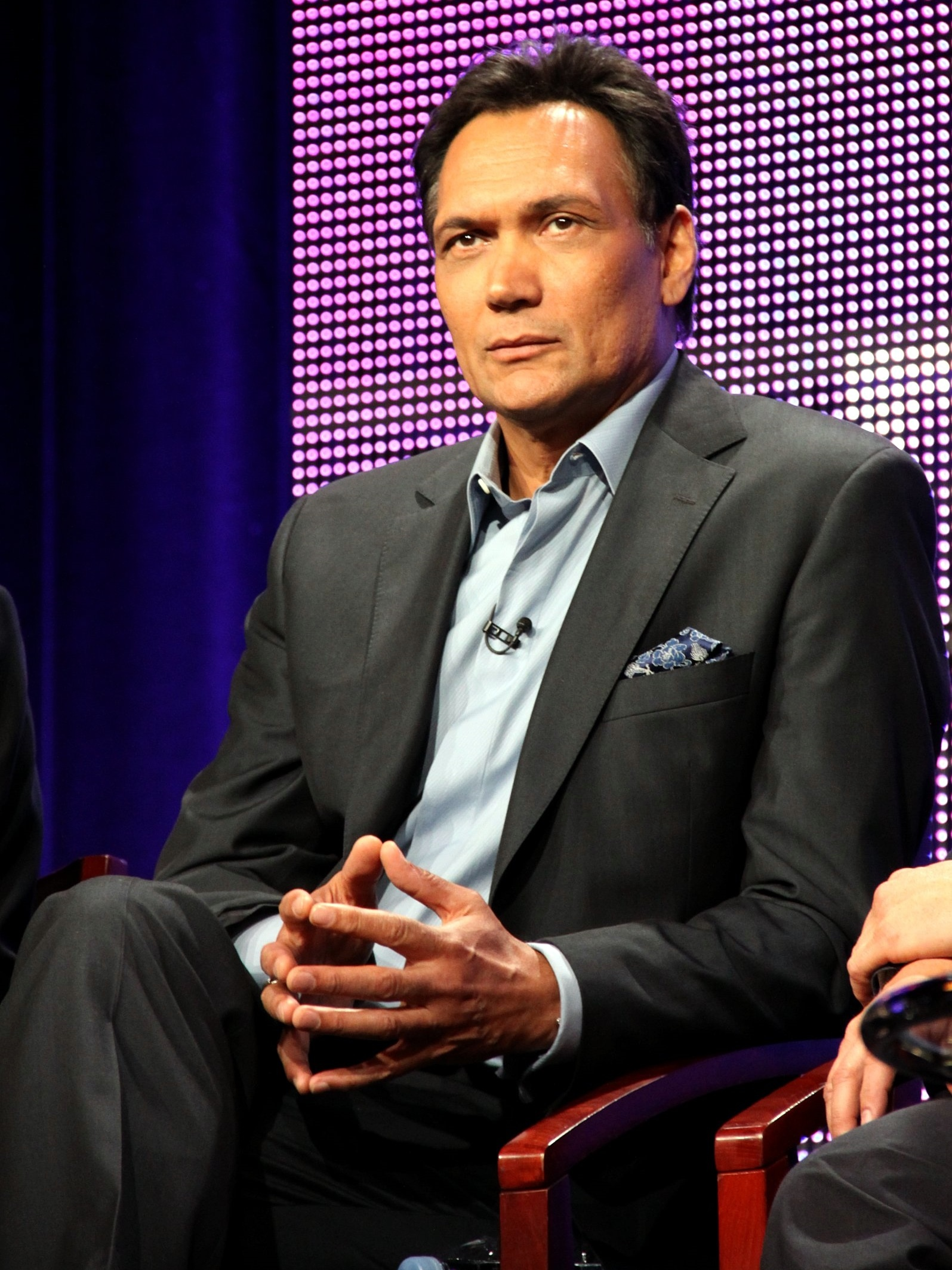
Jimmy Smits interpreta Nero Padilla
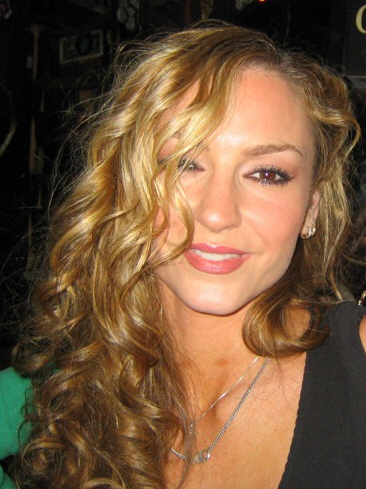
Drea de Matteo interpreta Wendy Case

### Personaggi secondari
- John Teller, voce di Nicholas Haden-Guest, doppiato da Christian Iansante. Fondatore del club dei Sons of anarchy. Primo marito di Gemma e migliore amico di Clay, nonché padre di Jax.
- Chuck "Chuckie" Marstein, interpretato da Michael Ornstein e doppiato da Gaetano Varcasia (st.1-5,) e Enrico Di Troia (st.7).
- David Hale, interpretato da Taylor Sheridan, doppiato da Loris Loddi (st. 1) e da Vittorio Guerrieri (st. 2-3). Vice sceriffo di Charming.
- Jury, interpretato da Michael Shamus Wiles.
- Elliott Oswald, interpretato da Patrick St. Esprit.
- Joshua "Josh" Kohn, interpretato da Jay Karnes
- Keith McGee, interpretato da Andy McPhee.
- Margaret Murphy, interpretata da McNally Sagal.
- Liam O'Neill, interpretato da Arie Verveen.
- Phillip "Filthy Phil" Russell, interpretato da Christopher Reed.
- Eric Miles, interpretato da Frank Potter.
- Donna Lerner-Winston, interpretata da Sprague Grayden.
- Otto Delaney, interpretato da Kurt Sutter e doppiato da Roberto Stocchi. Membro del club finito in prigione da anni.
- Luann Delaney, interpretata da Dendrie Taylor. Moglie di Otto, grande amica di Gemma, gestisce un'attività porno.
- Cherry, interpretata da Taryn Manning e doppiata da Valentina Mari. Compagna di Kip.
- Lyla Dvorak Winston, interpretata da Winter Ave Zoli. Compagna di Opie dopo la morte di Donna.
- Ethan Zobelle, interpretato da Adam Arkin.
- Ernest Darby, interpretato da Mitch Pileggi.
- A.J. Wenston, interpretato da Henry Rollins.
- Agente June Stahl, interpretata da Ally Walker e doppiata da Claudia Razzi.
- Jimmy O'Phelan, interpretato da Titus Welliver e doppiato da Francesco Prando.
- Margaret Murphy interpreta da McNally Sagal
- Kellan Ashby interpretato da James Cosmo e doppiato da Sergio Graziani.
- Maureen Ashby interpretata da Paula Malcolmson e doppiata da Daniela Calò. Amante di John Teller con la quale ebbe una figlia, Trinity.
- Romero "Romeo" Parada, interpretato da Danny Trejo e doppiato da Renzo Stacchi.
- Tenente Eli Roosevelt, interpretato da Rockmond Dunbar e doppiato da Stefano Alessandroni.
- Lincoln "Linc" Potter, interpretato da Ray McKinnon e doppiato da Massimo Popolizio.
- Greg "The Peg", interpretato da Kurt Yaeger.
- Lee Toric, interpretato da Donal Logue.
- Damon Pope, interpretato da Harold Perrineau e doppiato da Luca Dal Fabbro.
- August Marks, interpretato da Billy Brown e doppiato da Roberto Draghetti.
- Ally Lowen, interpretata da Robin Weigert.
- Arcadio Nerona, interpretato da Dave Navarro.
- Tyne Patterson, interpretata da CCH Pounder.
- Charles "Charlie" Barosky, interpretato da Peter Weller e doppiato da Dario Penne.
- Colette Jane, interpretata da Kim Dickens e doppiata da Guendalina Ward.
- Lenny Janowitz, interpretato da Sonny Barger.
- Ron Tully, interpretato da Marilyn Manson e doppiato da Roberto Certomà.
- Venus, interpretato da Walton Goggins.
- Luis Torres, interpretato da Benito Martinez.
- Althea Jarry, interpretata da Annabeth Gish e doppiata da Chiara Gioncardi.

### Guest stars
- La protagonista della serie tv Glee Lea Michele interpreta una cameriera che aiuta Gemma in uno degli ultimi episodi della serie.
- La cantante Courtney Love interpreta la maestra che insegna nell'asilo di Abel nella settima stagione.
- L'attore David Hasselhoff compare nel ruolo di un regista di film hard.
- Lo scrittore Stephen King compare in un episodio della terza stagione come ripulitore di scene del crimine.
- La star NBA Carmelo Anthony compare in un episodio della settima stagione come membro della gang di August Marks.
- L'attrice pornografica Chanel Preston compare sul set di un film di Lyla.
- L'attrice pornografica India Summer compare sul set di un film di Lyla.
- L'ex attrice pornografica Jenna Jameson compare sul set di un film di Lyla.
- Michael Chiklis compare nel ruolo di un camionista, Milo, che Gemma incontra sul finire della serie.

## Cariche del club
Le tre cariche più alte all'interno di un charter sono, in ordine decrescente, quella di presidente, vice-presidente e Sgt. at Arms: il primo indica il responsabile di un charter, la seconda il suo vice, l'ultima il braccio destro nonché luogotenente del primo.
|                    | Stagione 1             | Stagione 2             | Stagione 3             | Stagione 4             | Stagione 5            | Stagione 6            | Stagione 7            | Dopo la stagione 7    |
| Presidente         | Clarence "Clay" Morrow | Clarence "Clay" Morrow | Clarence "Clay" Morrow | Clarence "Clay" Morrow | Jackson "Jax" Teller  | Jackson "Jax" Teller  | Jackson "Jax" Teller  | Filip "Chibs" Telford |
| Vice Presidente    | Jackson "Jax" Teller   | Jackson "Jax" Teller   | Jackson "Jax" Teller   | Jackson "Jax" Teller   | Bobby "Elvis" Munson  | Filip "Chibs" Telford | Filip "Chibs" Telford | Alex "Tig" Trager     |
| Sergente alle armi | Alex "Tig" Trager      | Alex "Tig" Trager      | Alex "Tig" Trager      | Alex "Tig" Trager      | Filip "Chibs" Telford | Happy Lowman          | Happy Lowman          | Happy Lowman          |

### Toppe (Patches)
Sulle divise dei membri del club sono applicate delle toppe (patch) assimilabili ai gradi applicati alle uniformi militari che ne indicano il ruolo all'interno del proprio charter e la provenienza.
- Men of Mayhem: riconoscimento per i membri che hanno versato sangue nell'interesse del club. Nella serie la portano Jax, Opie, Juice, Alejandro Montez, Rane Quinn, Orlin West, Herman Kozik.
- First 9: esclusiva dei nove membri fondatori. Di questi compaiono o hanno un ruolo attivo nella serie Clay, Piney, Keith McGee e Lenny Janowitz; John Teller appare con indosso la sua divisa solo in un breve flashback e in foto.
- Unholy Ones: riconoscimento per i membri che hanno dimostrato grande spirito di sacrificio e attaccamento al club. Nella serie la portano Happy, Kozik, West, Clay, Jury, Quinn, Seamus Ryan (SAMBEL) e Benny (SAMTAZ).
- Secretary: identifica il segretario del club, cioè il membro che ne cura la gestione finanziaria. Il segretario del SAMCRO è Bobby.
- Redwood Original, Nomads, Belfast, Indian Hills, San Bernardino, Rogue River, Tacoma, Reno: patch identificative del charter d'appartenenza.
- Prospect: l'unica effigie inerente al club che gli aspiranti possono indossare; eccezione a questa regola è costituita da "T.O." Cross, il quale entra nel club nell'ultima puntata e al quale viene concesso di indossare da subito anche il simbolo del club in virtù dei dieci anni di presidenza del Grim Bastards Motorcycle Club, un sottogruppo del SAMCRO, e dei servizi resi a quest'ultimo.

## Motociclette
Tutti i motociclisti appartenenti ai vari chapter amici e no, usano rigorosamente motociclette Harley Davidson. Ogni chapter ha uno stile di modello e personalizzazione che li contraddistingue. Per esempio il gruppo dei Mayans si differenzia per l’utilizzo di modelli Harley Davidson Road King con manubri ape hanger, scarichi a pinna e ruote anteriori da 21 pollici, il cosiddetto Chicano style. Per i SAMCRO il modello preferito è il Dyna rigorosamente nero, con cupolino anteriore sul faro e manubrio T-bar altissimo seguendo lo stile custom chiamato “club style”. Solo nelle ultime stagioni spesso i componenti del charter SOA si trovano a guidare delle Street Glide sempre rigorosamente nere.

### Moto usate dai SAMCRO
- Jackson 'Jax' Teller: Dyna Super Glide Sport del 2003, Street Glide, Knucklehead del 1946 appartenuta al padre John
- Robert 'Bobby Elvis' Munson: Custom rigido con motore S&S Flathead e forcella springer paughco, Softail Fat Boy 1340, Road Glide
- Filip 'Chibs' Telford: Dyna Street Bob
- Clarence 'Clay' Morrow: Dyna Super Glide
- Alex 'Tig' Trager: Dyna Street Bob
- Jean Carlos 'Juice' Ortiz: Dyna Streetbob
- Harry 'Opie' Winston: Dyna Super Glide
- Piermont 'Piney' Winston: Electra Tri-Glide
- Kip 'Half Sack' Epps: Dyna Superglide Sport (Bianca)

## Riconoscimenti
Su Rotten Tomatoes ha un indice di gradimento del 90% con un voto medio di 9 su 10. Mentre su Metacritic ha un punteggio di 70 su 100.
- 2011 - Golden Globe
  - Miglior attrice in una serie drammatica a Katey Sagal (Gemma Teller)
- 2011 - Satellite Award
  - Miglior attore non protagonista in una serie, mini-serie o film per la televisione a Ryan Hurst (Opie Winston)
- 2013 - NAACP Image Award
  - Miglior attore non protagonista in una serie drammatica a Rockmond Dunbar (Eli Roosevelt)
- 2015 - Young Artist Awards[4]
  - Miglior performance in una serie televisiva - Giovane attore non protagonista a Evan Londo e Ryder Londo (Abel Teller)

## Fumetto
Nel settembre 2013 i Boom!Studios danno il via a una serie a fumetti che racconta diverse avventure riguardanti i Sons of anarchy durante il periodo in cui la serie televisiva si svolge. La serie viene conclusa nel settembre 2015 arrivando 25 volumi. Successivamente gli albi vengono portati in Italia dalla Panini con la serie 100% Panini comics.
| Numero | Titolo                                 | Albi raccolti | Autori                                                 | Data di pubblicazione italiana |
| ------ | -------------------------------------- | ------------- | ------------------------------------------------------ | ------------------------------ |
| 1      | Sons Of Anarchy 1: Uomini del caos     | #1/6          | Kurt Sutter, Damian Couceiro, Christopher Golden       | 07/08/2014                     |
| 2      | Sons Of Anarchy 2: Vacanze all'inferno | #7/10         | Kurt Sutter, Jesus Hervas, Ed Brisson, Damian Couceiro | 15/01/2015                     |
| 3      | Sons Of Anarchy 3: Arizona             | #11/14        | Kurt Sutter, Ed Brisson, Damian Couceiro               | 07/05/2015                     |

## Spin-off
Nel 2017 viene ufficializzato dalla FX uno spin-off chiamato Mayans M.C. ed incentrato sulle vicende del club motociclistico latino-americano dopo gli eventi della serie principale. La serie ha avuto inizio il 4 settembre 2018, creata sempre da Kurt Sutter.